# 뤄후역 (선전시)
뤄후역(중국어: 羅湖站, 영어: Luohu Station)은 중국 선전시 뤄후항(羅湖口岸)과 선전역(深圳火車站) 동광장 지하에 위치한 역으로, 2004년 12월 28일에 개장한, 선전 지하철 1호선의 시종착역이다. 역 설계는 흰색과 밝은 녹색을 중심으로 하였다.
역 밖으로 나온 후에는 선전역을 통해 광선 철로로 환승할 수 있고, 뤄후항을 거쳐 홍콩의 로우역(羅湖站)을 통해 홍콩 지하철 동철선으로 환승할 수 있다.
뤄후역은 선전에서 두 번째로 분주한 지하철역으로,(첫 번째는 라오제 역) 세계에서 두 번째로 큰 육지 항구인 뤄후항과 선전역을 연결하기 때문이다.

## 역 정보

### 역 구조
뤄후역은 선전역, 뤄후항, 뤄후 상업지구 등으로 통하는 출구가 있다. 지하1층은 대합실, 지하2층은 승강장이다. 역의 총 건축 면적은 20,298 m²이며, 대합실 층은 10,304 m², 승강장 층은 9,994 m²이다.
| 지면 (L1)     | 교통층                       | 지하철역 출구, 뤄후항 및 기차역 통로 | 지하철역 출구, 뤄후항 및 기차역 통로 |
| 지하 1층 (B1) | 대합실                       | ATM, 고객 서비스 센터, 역내 상점     | ATM, 고객 서비스 센터, 역내 상점     |
| 지하 1층 (B1) | 통로                         | 지하 보행자 통로(비운임 구역)        | 지하 보행자 통로(비운임 구역)        |
| 지하 2층 (B2) |                              |                                      |                                      |
|               | 번 승강장                    | 상대식 승강장, 하차 전용             |                                      |
|               | ■ 1호선 공항 동 방면(궈마오) |                                      |                                      |
|               | 번 승강장                    | 섬식 승강장, 승차 전용               |                                      |
|               | ■ 1호선 공항 동 방면(궈마오) |                                      |                                      |
|               | 번 승강장                    | 섬식 승강장, 하차 전용               |                                      |
|               | ■ 1호선 예비 승강장          |                                      |                                      |

### 대합실
승객의 출입을 용이하게하기 위해, 역내 대합실의 중앙 구역은 운임 구역으로 양쪽 끝에 개찰구가 있다. 대합실 유료 구역에서는 승강장으로 왕래할 수 있는 엘리베이터, 에스컬레이터 및 계단이 여러 개 있다. 비운임 구역에는 티켓 자동판매기 및 고객 서비스 센터 외에, 편의점, ATM, 공중 전화도 있다.
또한, 이 역의 화장실은 B 출구 옆에 있다.

### 승강장
뤄후역에는 두 개의 섬식 승강장과 한 개의 상대식 승강장이 있으며, 선전역 서쪽 광장의 지하에 있다.
모든 1호선 열차가 역 앞에서 돌아올 수 있도록 역 앞에서 회차선이 설정된다.
중간에 있는 섬식 승강장의 너비는 10m이고 동쪽 승강장과 서쪽 섬식 승강장의 너비는 5.5m이다.
이 역의 5번 승강장은 승객 흐름을 분산시키기 위해 혼잡 시간대에 예비 열차를 위한 주차 노선이며, 승강장에는 스크린도어가 설치되고, 일반적으로 스크린도어는 일부 열차 출입문의 해당 위치에 설치된다. 따라서 열차는 주차 노선의 5번 승강장에서 탈 수 있다.
서쪽 섬식 승강장의 5번 승강장은 예비 승강장이기 때문에, 상대식 승강장과 맨 서쪽의 섬식 승강장은 하차 승객용으로, 중간 섬식 승강장은 승차 승객용으로 설계되었다. 열차가 도착하여 1,2번 승강장 사이에 정차하면 오른쪽 문을 열어 승객이 하차한 다음, 왼쪽 문을 열어 승객이 승차하며, 3,4번 승강장 사이에 정차하면 반대가 된다. 열차가 1,2번 승강장과 3,4번 승강장 사이에서 정차함에 따라 양측 문이 동시에 열릴 기회가 생기므로, 승객은 이 시간에 반대편 승강장으로 플랫폼 1과 2 사이 또는 플랫폼 3과 4 사이에서 정지함에 따라 양측의 도어가 동시에 열릴 기회가 생기므로 승객은 이 시간에 반대편 승강장으로 열차를 직접 지나갈 수 있다.

### 출구
뤄후역에는 8개의 출구가 있다. A출구는 역 남쪽 부근의 대합실에 위치하며, 인근에 뤄후 정류장과 뤄후항, 뤄후 상업성이 있다. B출구는 역 동쪽 끝에 있으며, 택시와 버스로 갈아탈 수 있다. C출구와 D출구는 역의 서쪽 끝에 위치하며, 선전 기차역으로 갈수 있다. E출구는 런민난로와 젠서로의 교차로에 위치하며, 선전 샹그릴라 호텔(深圳香格里拉大酒店)로 갈수 있다.
| 출구 번호                                              | 접근성 | 출구 인근 |
| ------------------------------------------------------ | ------ | --- |
| 出口 · A · 1                                           |        | 연검건물（뤄후항）, 뤄후 정류장, 뤄후 상업성 |
| 出口 · A · 2                                           |        | 연검건물(뤄후항）. |
| 出口 · A · 3                                           |        | 연검건물（뤄후항）, 차오서 터미널, 화교여관(華僑旅店) |
| 出口 · B                                               |        | 버스정류장, 택시승강장, 수화물 보관소, 로우촌(羅湖村), 루산 호텔(廬山酒店), 런민 남로(人民南路), 옌허 남로(沿河南路)                                                                     |
| 出口 · C                                               |        | 선전 기차역, 젠서 로(建設路), 허핑로(和平路), 샹그릴라 호텔(香格里拉酒店), 화민 빌딩(華民大廈), 더싱 빌딩(德興大廈), 신두 호텔(新都酒店), 선전역 서부광장, 선전 세관, 교통은행(交通银行) |
| 出口 · D                                               |        | 광선 선(허시에호) 매표소/대기실 |
| 出口 · E · 1                                           |        | 기차역 하침식 광장 |
| 出口 · E · 2                                           |        | 런민난로, 젠서로, 항청 예도 공예정품 쇼핑몰(航誠藝都工藝精品商場) |
| 注： 시각 장애인 유도로 \| 엘리베이터 \| 휠체어 리프트 |        | |

## 인근 역
뤄후역은 선전 지하철 1호선의 종착역이다. 승객은 이 역에서 공항 동 방면 열차를 이용하여, 푸톈구, 난산구, 바오안구 등의 선전의 다른 지역으로 갈 수 있다.
또한, 이 역에서 약 140m 거리에 9호선의 런민난역이 있다. 그러나 9호선과의 직접 환승은 되지 않는다. 승객은 이 역의 E2 출구에서 걸어나와 런민난역 B출구로 들어갈 수 있다.

## 이용 현황
뤄후역에는 중국 대륙과 세계에서 두 번째로 혼잡한 육로항인 뤄후항, 광선 철로의 종착역인 선전역이 있으며, 선전 시의 2개의 주요 버스 터미널인 뤄후 정류장(罗湖汽车站), 차오서 터미널(侨社客运站)이 있다. 많은 이용객들이 뤄후역에서 열차 및 장거리 버스를 이용하여 중국 본토의 여러 성 및 도시로 이동하거나, 뤄후항을 통해 홍콩을 찾기도 한다. 그래서 선전 지하철에서 2번째로 교통량이 많은 역이다.(1번째로 많은 역은 라오제 역) 매년 설 전후 수송 기간에 뤄후역은 승객 흐름에 대처하기 위해 임시 매표소를 설치한다.

## 역사
역은 2001년 3월에 시공되었으며, 2004년 12월 28일 선전 지하철 1호선 개통과 함께 운영을 시작했다.
역의 건설 초기 단계에, 계속되는 소통량의 증가로 인해 뤄후항과 철도역의 공간 부족으로, 2001년 7월 이후 지하철 개통과 여객 수송의 증가에 맞춰 기획 및 개조를 시작했다. 개조 공사 끝에 뤄후 지하철 역이 개통과 함께 완공되었다.

## 같이 보기
- 선전역
- 뤄후역 (홍콩)